# Jamestown (Kolorado)
Jamestown – miasto w Stanach Zjednoczonych, w stanie Kolorado, w hrabstwie Boulder.